# 259

259(이백오십구)는 258보다 크고 260보다 작은 자연수다.

## 수학
- 합성수로, 그 약수는 1, 7, 37, 259다. 진약수의 합은 45이므로, 259는 부족수다.
  - 83번째 반소수다. 앞의 반소수는 254, 다음 반소수는 262이다.
- {\displaystyle 6^{4}-1}은 259로 나누어떨어진다.

## 과학·기술
- NGC 259(영어판): 고래자리 방향에 있는 나선은하.
- 코스모스 259호(영어판): 소련의 인공위성.

## 교통
- 일본 259번 국도(일본어판): 미에현 도바시에서 아이치현 도요하시시까지 이어지는 일본의 국도.
- 현도 제259호선

## 군사
- U-259(영어판, 독일어판): 제2차 세계 대전에 사용된 나치 독일의 군용 잠수함.

## 문화유산
- 대한민국의 국보 제259호: 분청사기 상감운룡문 항아리
- 대한민국의 보물 제259호: 남양주 수종사 사리탑 사리장엄구
- 대한민국의 사적 제259호: 강화 선원사지

## 방송
- 지니 TV의 채널S 플러스 채널 번호.
- B tv의 채널i 채널 번호.
- LG헬로비전의 유럽 스포츠 방송인 유로스포츠 채널 번호.

## 기타
- 연도: 259년, 기원전 259년